# 新疆野苹果
新疆野苹果（学名：Malus sieversii）是蔷薇科苹果属的植物，馴化蘋果的野生祖先。分布在中亚细亚以及中国大陆的新疆等地，生长于海拔1,250米的地区，常生长在山坡、山顶和河谷地带，目前已由人工引种栽培。

## 别名
塞威氏苹果（中国果树栽培学）、绵苹果（传入中国后形成的栽培变形）

## 图片

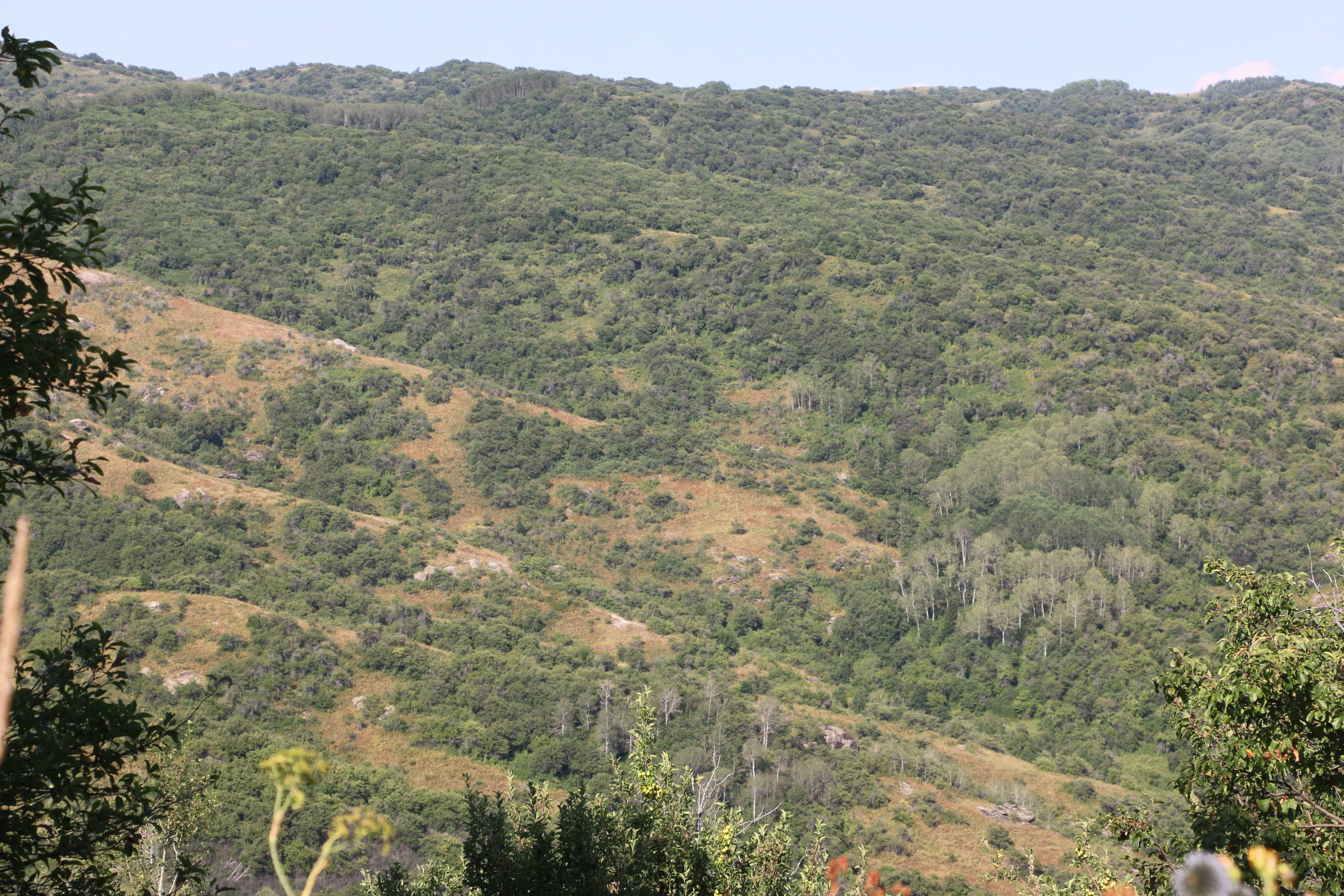
新疆野苹果树 ，在Zhongar-Alatau National Park
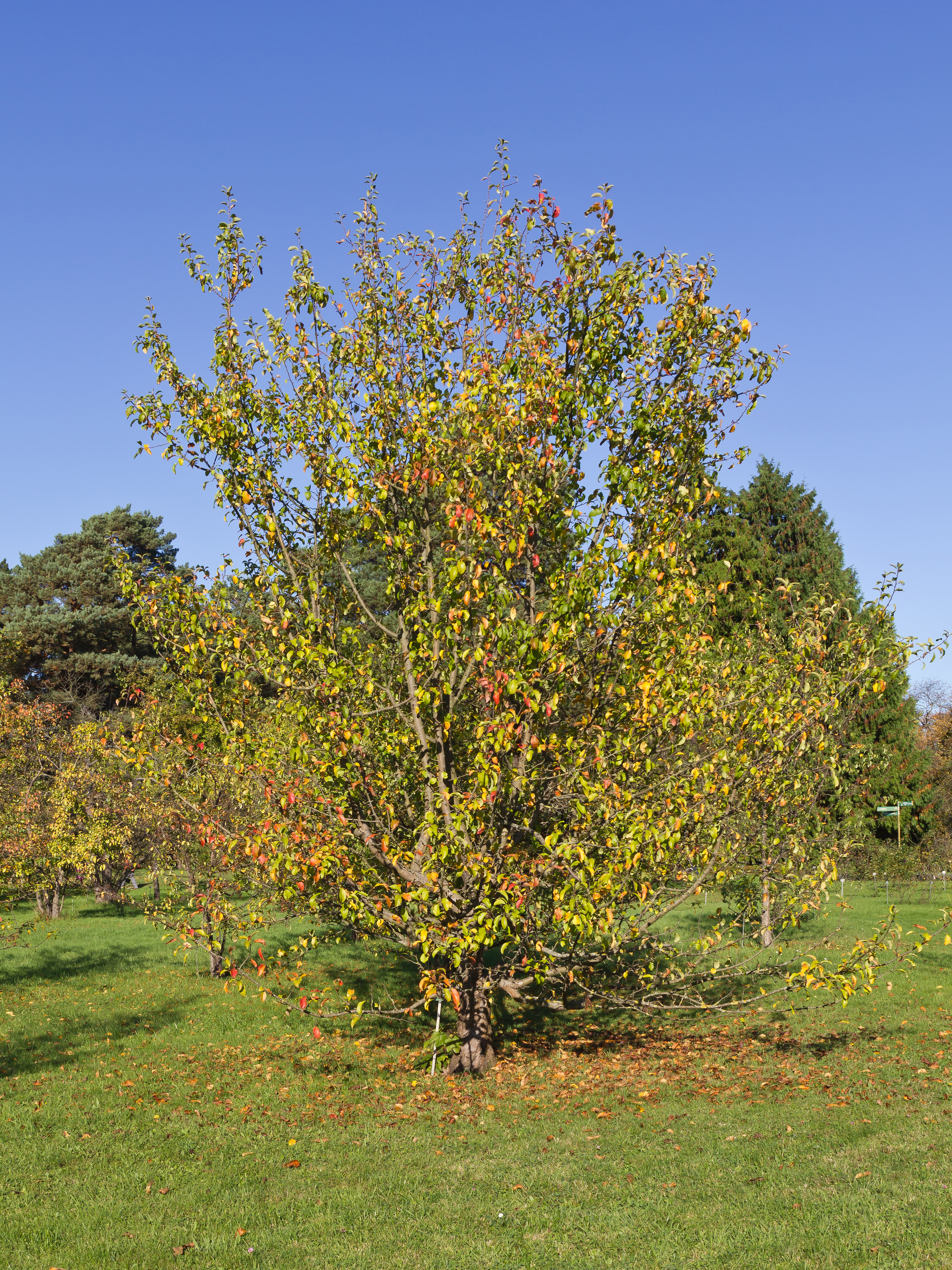
果树
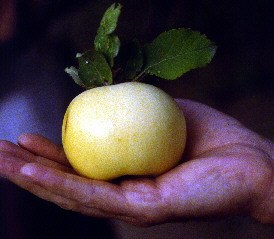
果实